# 和嶠
和嶠（?—292），字长舆，西晋汝南西平人（今河南西平）。
祖父和洽曾任魏國尚書令。父和逌是魏國吏部尚書。
嶠少有風格，慕舅夏侯玄的為人，珍重自愛，有盛名于世，襲父爵上蔡伯，起家太子舍人。累遷潁川太守，為政清簡，甚得百姓歡心。太傅從事中郎庾敳見到他讚歎說：“嶠森森如千丈松，雖磥砢多節目，施之大廈，有棟梁之用。”賈充亦十分看重他，在武帝面前讚美他，後任給事黃門侍郎，遷中書令，武帝十分器重。當時荀勗為中書監，晉朝中書監與中書令常同乘一車入朝，和嶠鄙視荀勗的為人，遂乘坐專車，與之抗衡，這便是“和嶠專車”的典故。晉太康二年（281年）汲郡民發古塚，得書言穆王遊幸之事，武帝下詔荀勖、和嶠等以隸字寫之，書成為《竹書紀年》。
他家里富但吝啬，家种有李树，王武子求他给些李子，只给了幾十個。杜预称其有“钱癖”。元康二年卒，贈金紫光祿大夫，加金位如前。永平初，策諡曰簡。嶠家產豐富，擬於王者，然性至吝，以是獲譏於世，杜預以為嶠有錢癖。以弟鬱子濟嗣，位至中書郎。  

## 後代
九世孙和敬宾，北齐司空、永平郡王。和敬宾子和龙，隋盐州刺史、南平郡公。和龙孙唐朝朱阳县开国男代郡人和智全。

## 延伸阅读
[在维基数据编辑]
 《晉書/卷045》，出自房玄齡《晉書》